# Eingeschlossen
Eingeschlossen (hebräisch אסורות, Asurot; im engl. Detained) ist ein mehrfach preisgekrönter Dokumentarfilm der israelischen Regisseurinnen Anat Even und Ada Ushpiz aus dem Jahr 2001, der im selben Jahr die Goldene Taube auf dem Internationalen Film Festival Leipzig gewann.

## Handlungshintergrund
Die Stadt Hebron gilt als eine der ältesten Städte der Welt und liegt im Westjordanland. In ihrer wechselvollen Geschichte erfuhr Hebron immer wieder leidvolle Besatzungen. Mit Beginn der israelischen Besiedlung der Westbank wurde die arabische Bevölkerung seit 1967 aus der Innenstadt verdrängt. Aufgrund der Präsenz israelischer Siedler kam es zu zahlreichen Wohnungsberäumungen und Geschäftsschließungen auf palästinensischer Seite. Um die rund 500 israelischen Siedler besser schützen zu können, wurde im Jahr 1997 im so genannten Hebron-Abkommen die Stadt geteilt. Während das Stadtzentrum in israelischer Hand blieb, wurden die verbliebenen Gebiete für die rund 130.000 Einwohner unter palästinensische Verwaltung gestellt. Die verbliebenen 30.000 Palästinenser im Stadtzentrum sahen sich nun über 100 Hindernissen und 18 Kontrollpunkten der israelischen Armee gegenüber. Viele Häuser fanden sich auf dem neu errichteten Grenzstreifen wieder. 

## Handlung
Der Film porträtiert die drei Witwen Najwa, Nawal und Shiam, die mit ihren Kindern in einem mehrstöckigen Gebäude auf dem Grenzstreifen leben. Die Vorderseite des Hauses steht unter israelischem Kommando, die Palästinenser überwachen die Rückseite. Auf dem Dach befindet sich ein israelischer Militärposten und auch im Treppenhaus wimmelt es nur so von Soldaten. Die Frauen dürfen die Grenze nicht passieren; sie sind Gefangene in ihrem eigenen Haus.
Die israelischen Filmemacherinnen Anat Even und Ada Ushpiz zeigen in ihrem Film „Asurot“ die drei Frauen in dem Versuch, ihr tägliches Leben zu meistern.

## Preise
- Goldene Taube, Dok Leipzig 2001[1]
- Preis der Ökumenischen Jury, Leipzig 2001[2]

## Kritiken
- Besprechung in der Filmzeitschrift Variety.
- Besprechung auf der britischen Online-Film-Seite Eye for Film.
- Asurot (Detained), Internationales Dokumentarfilmfestival München 2005